# Betsy Snite
Betsy Snite, född 20 december 1938 i Grand Rapids, Michigan, död 15 juni 1984 i Burlington, Vermont, var en amerikansk alpin skidåkare. 
Snite blev olympisk silvermedaljör i slalom vid vinterspelen 1960 i Squaw Valley.